# Raïon de Nikopol
Le raïon de Nikopol (en ukrainien : Нікопольський район) est un raïon (district) dans l'oblast de Dnipropetrovsk en Ukraine.
Avec le réforme administrative de 2020, le raïon a absorbé ceux de Nikopol et Tomakivka.

## Lieux d'intérêt

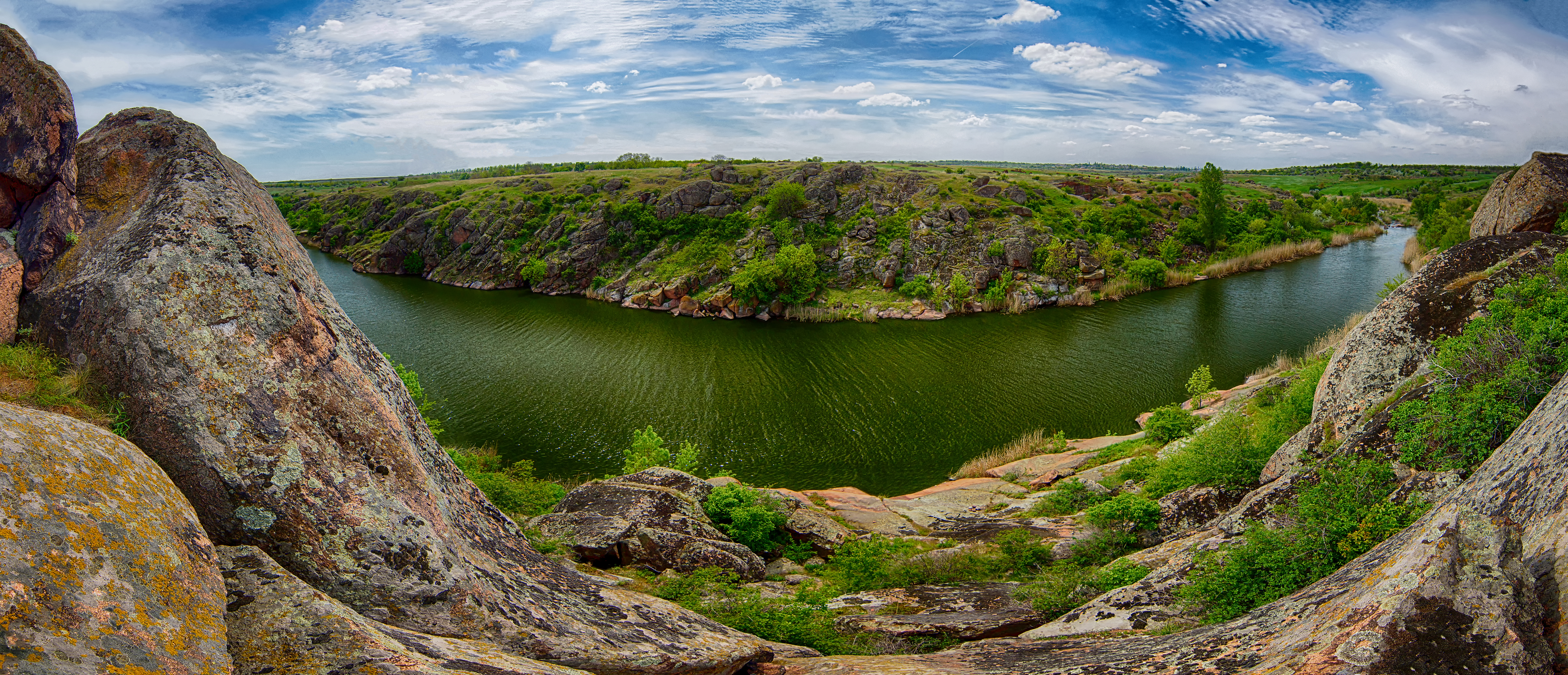
La réserve naturelle de Bogdanivksi, classée[1],
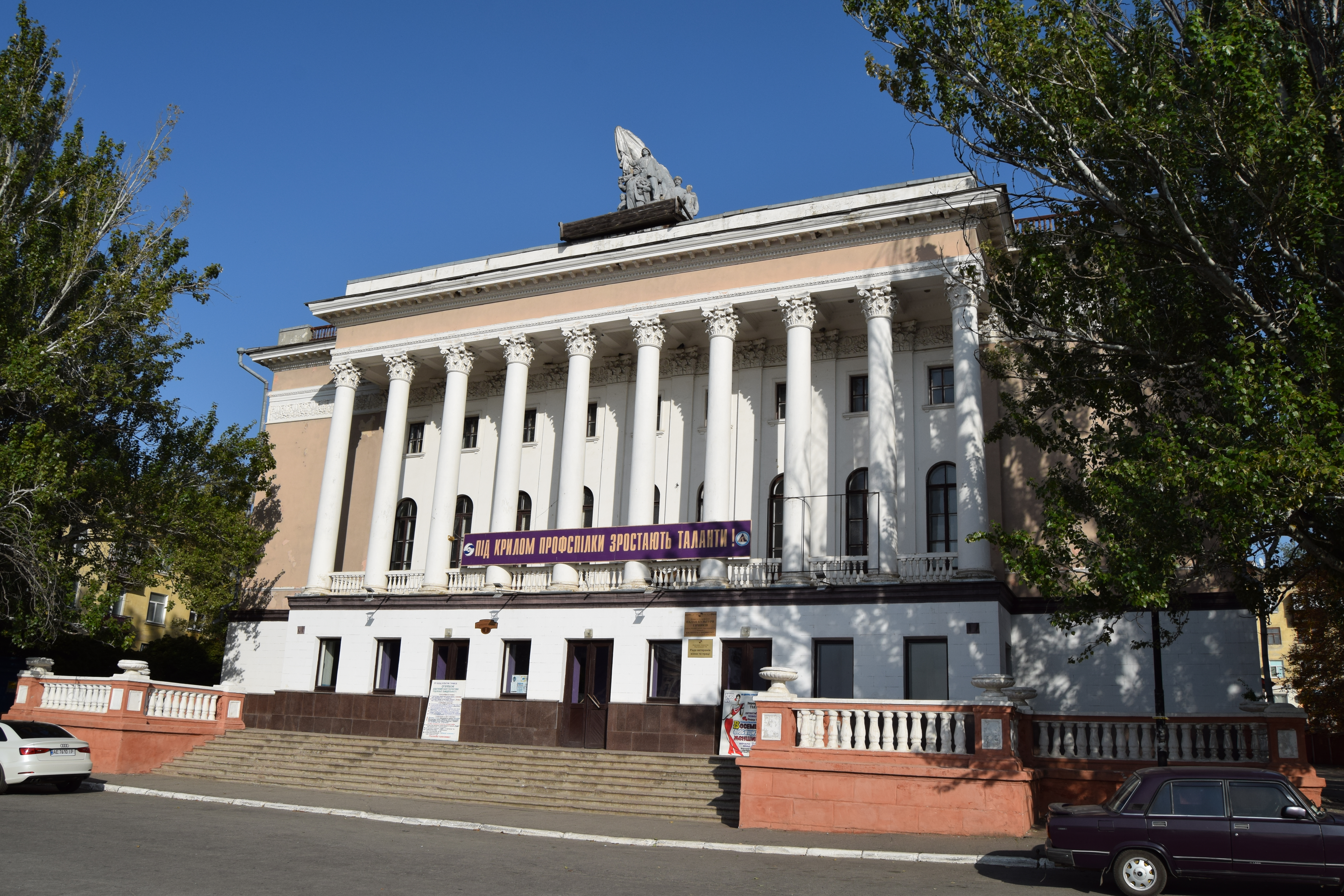
palais de la culture de Marhanets, classé[2],
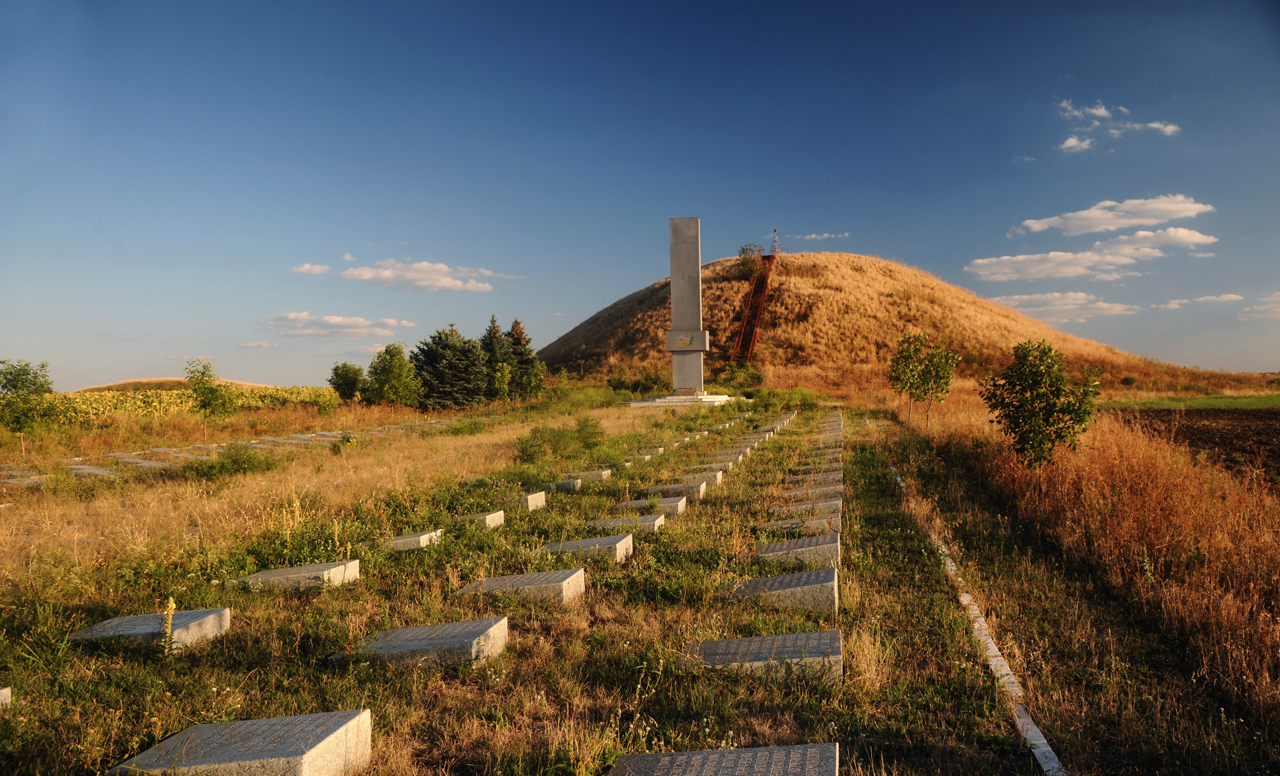
mémorial et tombe Scythe, classé[3].
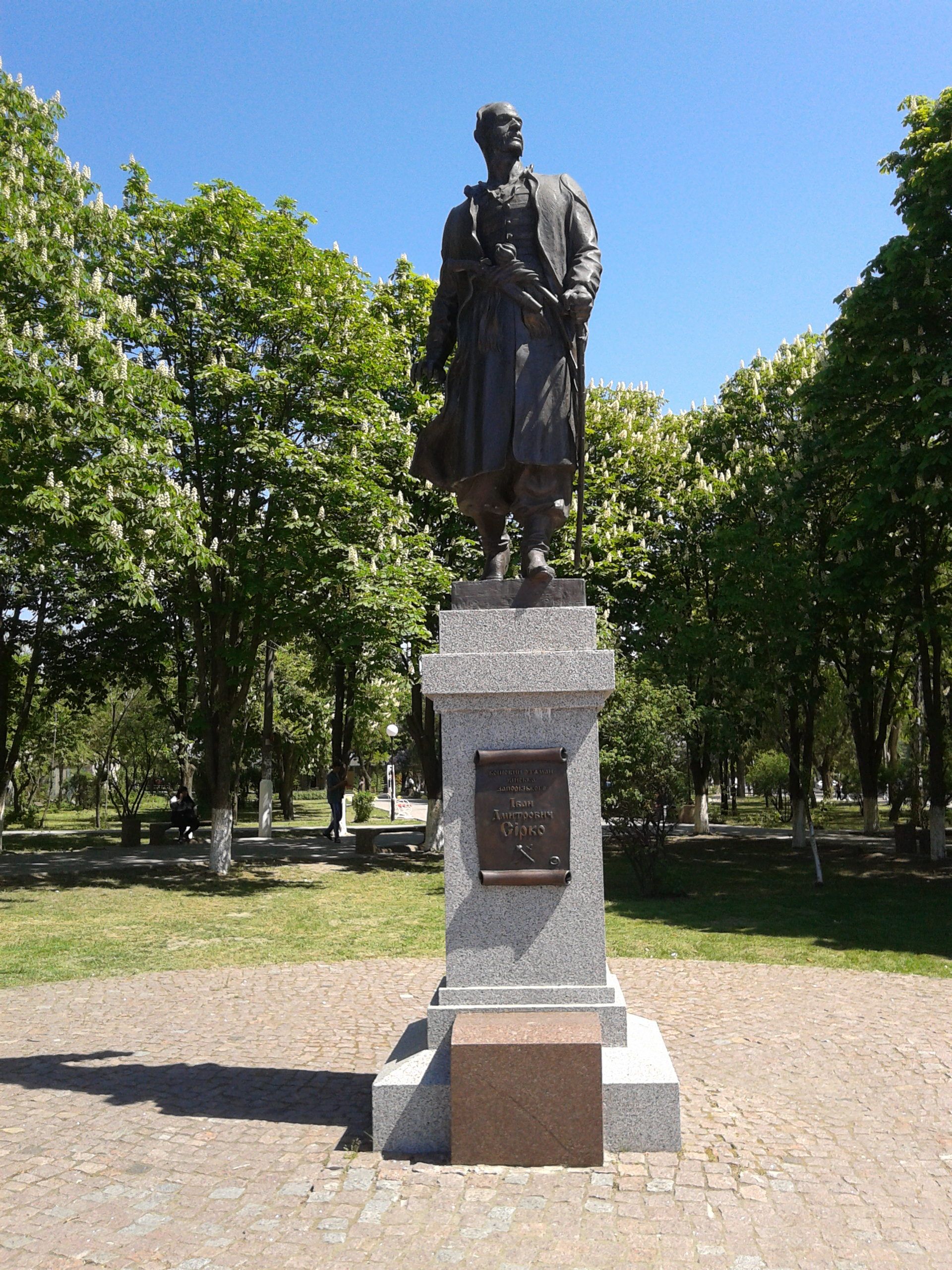
statue d'Ivan Sirko, classée[4],
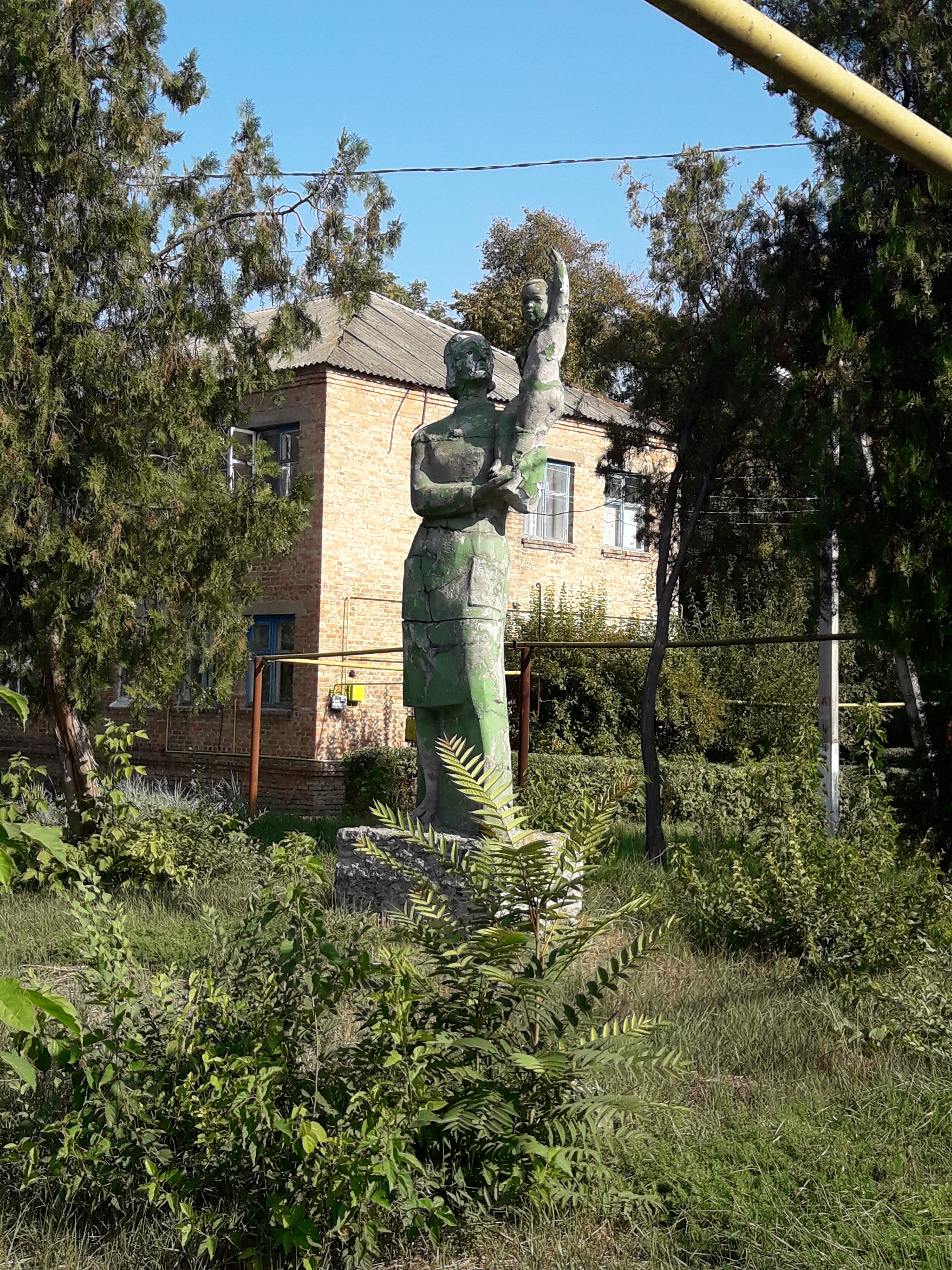
mémorial classé[5].